# US Boulogne
Die Union Sportive de Boulogne Côte d’Opale ist ein französischer Fußballverein aus Boulogne-sur-Mer, einer Küstenstadt im französischen Département Pas-de-Calais, an der Straße von Dover gelegen.

## Geschichte
Die unmittelbare Nachbarschaft zu England, dem Mutterland des Fußballs, führte dazu, dass der Klub als US Boulonnaise bereits 1898 gegründet wurde und zu den ältesten Vereinen Frankreichs gehört. 1904–1906, 1909 und 1922 wurde Boulogne Meister der Küstenregion, 1926 Gewinner der Ehrendivision Nordfrankreichs.
1936 folgte die Umbenennung in US de Boulogne (zeitweise auch US du Grand Boulogne) und 1997 nahm der Verein seinen heutigen Namen an.
Seit 2005 ist die USBCO dreimal aufgestiegen und qualifizierte sich 2009 erstmals für die Ligue 1, aus der man jedoch nach nur einer Saison wieder abstieg. 2012 stieg man aus der Ligue 2 ab, 2022 aus der drittklassigen National 1 ab. Nach zwei Jahren in der viertklassigen National 2 stieg man 2024 wieder in die National 1 auf.

## Spielstätte
Die Profimannschaft spielt im Stade de la Libération, das nach dem jüngsten Umbau von 2009 nunmehr eine Kapazität von 15.004 Plätzen aufweist.

## Ligazugehörigkeit
Profistatus hatte Boulogne 1935 bis 1939 und hat ihn wieder seit 1959. Erstklassig (Division 1, 2002 in Ligue 1 umbenannt) spielte der Klub nur 1939/40 (inoffizielle Kriegsmeisterschaft) und erneut ab 2009, nachdem die Ligaorganisation den sportlich vollzogenen Aufstieg bestätigt hat. Nach nur einem Jahr stieg der Verein aber wieder ab. 2012 folgte der Abstieg in die Dritt-, 2022 in die Viertklassigkeit und 2024 der Wiederaufstieg in die Drittklassigkeit.

## Logohistorie

1970er
Aktuell

## Erfolge

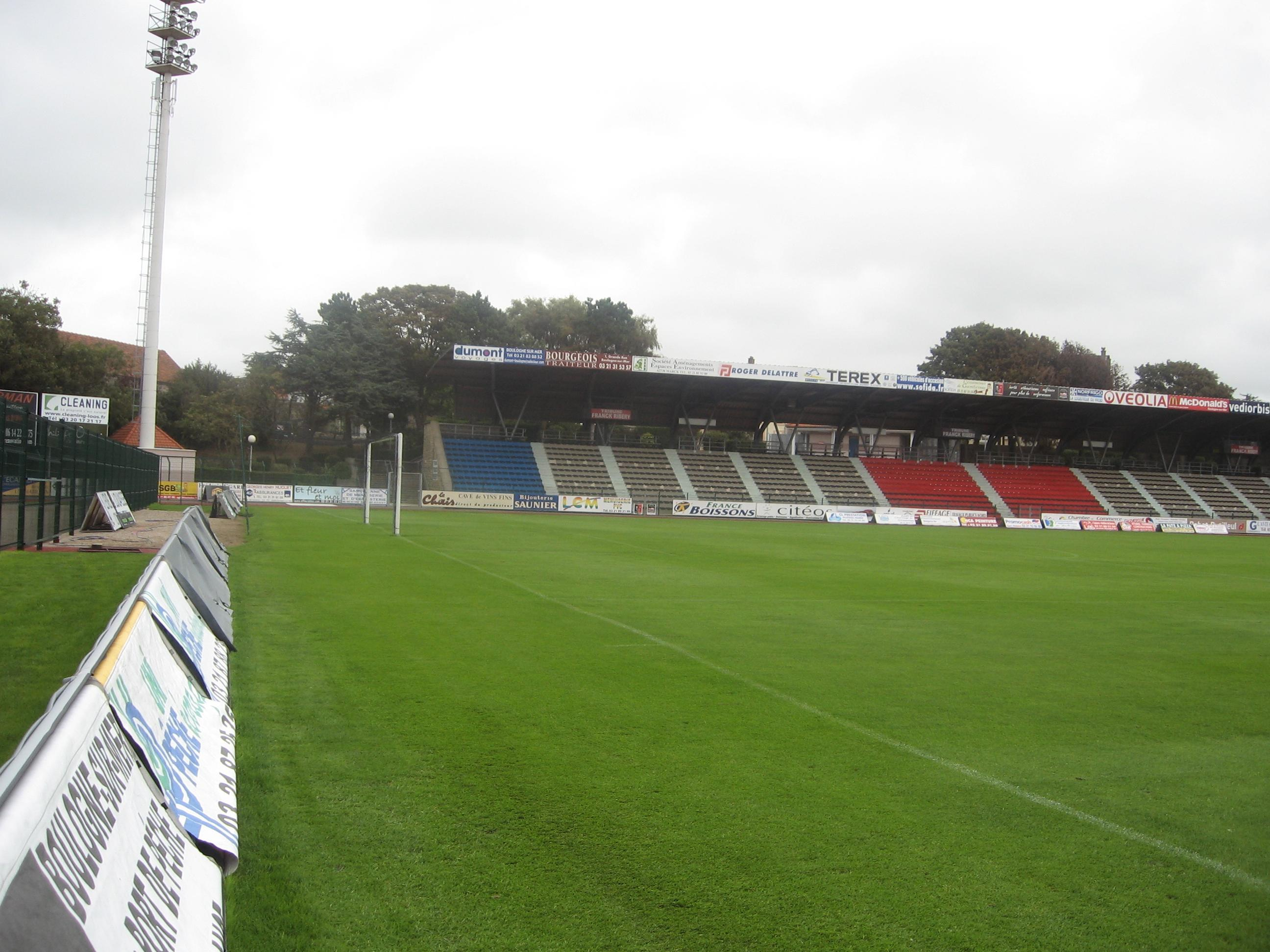
Stade de la Libération

- Französischer Fußballpokal:  Halbfinalist 1936/37

## Ehemalige Spieler
- Pierre Mony (????–1921, 1926–1928)
- Lucien Leduc (1937–1939)
- Yves Triantafilos (1969–1971)
- Florent Ibengé (1993–1998)
- Franck Ribéry (2000–2002)
- Loïc Damour (2011–2013)
- Diafra Sakho (2012)
- N’Golo Kanté (2012–2013)